# Swinemünder Straße
Die Swinemünder Straße ist eine Straße in den Berliner Ortsteilen Mitte und Gesundbrunnen, beide im Bezirk Mitte. Sie verläuft vom Zionskirchplatz in nördlicher Richtung bis kurz hinter die Ramlerstraße. Dort geht sie in die Swinemünder Brücke über. Diese ist im Berliner Volksmund auch als Millionenbrücke bekannt.
Direkt an der Brücke liegt der nach der deutschen Wiedervereinigung umgebaute bzw. neu errichtete Bahnhof Gesundbrunnen. Am südlichen Ende der Straße, wo auch die Zählung der Hausnummern beginnt, steht die Zionskirche. Die Straße überquert in Form einer Fußgängerzone den in den 1980er Jahren sanierten und teilweise umgestalteten Arkonaplatz. An dieser Stelle findet jeden Sonntag ein Flohmarkt statt.
Die Straße ist zwischen Bernauer Straße und Rügener Straße für den Kraftfahrzeugverkehr nicht befahrbar. In diesem Abschnitt ist sie dem Fußverkehr und Radverkehr vorbehalten und mit großen Grünflächen gestaltet. Die Straße wurde aus den ersten Plannummernstraßen 33, 40, 41, 48, 49, 52 und 68, Abt. XI des Bebauungsplans zusammengefasst.

## Mauerbau 1961
Durch den Bau der Berliner Mauer am 13. August 1961 wurde die Swinemünder Straße geteilt, da sie über die Sektorengrenze hinauslief und somit vom sowjetischen in den französischen Sektor überging. In Höhe des Hauses Nr. 20, das noch im Ostteil Berlins lag, fand sie ein jähes Ende, wobei die Zählung nicht verändert wurde. Auf der gegenüberliegenden Straßenseite fand man dann plötzlich die Nummer 113 – die Hausnummern 21–112 befanden sich nunmehr im Westsektor – dem damaligen Bezirk Wedding. An der Mauer wurde die Swinemünder Straße durch die direkt an der Sektorengrenze, allerdings schon im Westteil gelegene Bernauer Straße gekreuzt, die de facto ein Synonym für die Teilung der Stadt war.
An der Kreuzung zur Bernauer Straße befindet sich ein Gedenkstein mit Namen von Todesopfern an der Berliner Mauer, die in diesem Bereich der Berliner Mauer bei Fluchtversuchen ums Leben kamen.

## Besonderheiten
Unter der Hausnummer 42 gab es in den 1890er Jahren das Gesellschaftshaus Swinemünder Straße mit einem Theater- und Ballsaal sowie einem kleinen Theatersaal.
Bis zum Ende des Zweiten Weltkriegs befuhr die Straßenbahn die Swinemünder Straße auf ganzer Länge. Vor dem Haus Swinemünder Straße 56 liegen Schienen, die 1988 wieder nachträglich als Erinnerung an die Straßenbahn verlegt wurden. Bis 1961 wurde die Straße als Teil einer Wendeschleife in Richtung Brunnenstraße nur noch zwischen Rügener und Ramlerstraße genutzt. An der Pflasterung in der Ramlerstraße ist noch der damalige Schienenverlauf erkennbar.
Auffällig ist, dass im (ehemaligen) Westteil der Swinemünder Straße der größte Teil der durch den Zweiten Weltkrieg zerstörten Häuser abgerissen und neu errichtet wurde.
Im Ostteil hingegen blieben die Altbauten stehen, da die Mittel für einen kompletten Neuaufbau nicht vorhanden waren. Sie wurden nur notdürftig repariert, sodass hier beispielsweise bis in die späten 1970er Jahre Wohnungen mit Außentoilette zu finden waren. Eine umfangreichere Sanierung der bestehenden Altbauten fand Anfang der 1980er Jahre statt – verbunden mit der Sanierung des Wohngebietes Arkonaplatz. So übergab beispielsweise Erich Honecker 1984 die zweimillionste sanierte Wohnung an eine Berliner Arbeiterfamilie im Haus Swinemünder Straße 120.
Die Swinemünder Straße ist zwischen Bernauer- und Gleim- / Ecke Rügener Straße als Fußgängerzone gestaltet, die offiziell nur von Polizei und Feuerwehr befahren werden darf.